# Jan Dębski (biskup)
Jan Dębski z Dembego herbu Radwan (ur. 1632, zm. 1690) – polski duchowny katolicki, biskup pomocniczy przemyski.
Był synem Aleksandra Dębskiego i Konstancji Staniszewskiej. W 1665 otrzymał tytuł dziekana kapituły przemyskiej. W 1682 nominowany na biskupa pomocniczego przemyskiego. Jego bratankiem był jezuita Jerzy Dębski.